# 小行星954
小行星954（Li）是一颗围绕太阳公转的小行星。
該小行星以發現者卡爾·威廉·萊茵姆特的妻子麗娜·阿爾斯泰德·萊茵姆特（Lina Alstede Reinmuth）命名。

## 参数
这颗小行星的绝对星等为9.94个天文单位，自转周期为7.207小时。